# Flirtea fusca
Flirtea fusca is een hooiwagen uit de familie Cosmetidae.